# Козаковський Промисел
Козако́вський Про́мисел (рос. Казаковский Промысел) — село у складі Балейського району Забайкальського краю, Росія. Адміністративний центр Козаковського сільського поселення.

## Населення
Населення — 723 особи (2010; 841 у 2002).
Національний склад (станом на 2002 рік):
- росіяни — 99 %